# Rocchetta di Vara
Rocchetta di Vara är en ort och kommun i provinsen La Spezia i regionen Ligurien i Italien. Kommunen hade 686 invånare (2018).